# Zeta Cancri
Zeta Cancri (Tegmine, 16 Cancri) é uma estrela na direção da constelação de Cancer. Possui uma ascensão reta de 08h 12m 12.71s e uma declinação de +17° 38′ 53.3″. Sua magnitude aparente é igual a 4.67. Considerando sua distância de 83 anos-luz em relação à Terra, sua magnitude absoluta é igual a 2.63. Pertence à classe espectral G0V.